# Tête d'otage
Tête d'otage, 1945 est une peinture à l'huile sur papier marouflé sur toile de Jean Fautrier qui fait partie d'une série de peintures exposées en 1945 lors de l'exposition « Les Otages : Peintures et sculptures de Jean Fautrier ». Elle est conservée à  Cologne dans une collection privée.

## Introduction à l'œuvre
Du 26 octobre au 17 novembre 1945, Jean Fautrier expose « Les Otages : Peintures et sculptures de Jean Fautrier » à la galerie Drouin à Paris. Cette exposition comprend 46 peintures et trois sculptures. Elle se situe dans le contexte de l'après-guerre. Le travail de Fautrier débute à la fin de l’année 1943 ou au début de l'année 1944, période pendant laquelle il a été retenu par la Gestapo, et les otages qu'il représente sur ses tableaux s'inspirent de ceux d’un charnier des environs et des photographies témoins de fusillés.
Les têtes et les corps des otages sont très variés : de profils, de face, discernables ou méconnaissables. On a l’impression de se trouver face à des masques plutôt grotesques par leur simplicité et hideux, balafrés, effrayants. Les visages, les corps semblent nous rappeler l’atrocité et la barbarie de la guerre. C’est la première fois que le public découvre les empâtements de Fautrier, comme autant de traces laissées dans la matière. 
En ce qui concerne la technique et la matière, Fautrier utilise du papier marouflé sur toile où il pose un enduit épais à base de blanc d'Espagne et de colle. Cette pâte ne recouvre pas toute la surface du support mais elle permet de délimiter un champ sur lequel l’artiste peut appliquer d’autres couches de pâte. Cette dernière est travaillée à l’aide d’une spatule. Des poudres de couleur sont également disposées sur l’enduit et ses alentours. Elles peuvent être retravaillées au pinceau et servir de tracés ou de contours. 

## Description
La Tête d'otage, 1945 représente un visage ovale de couleur rose pastel. Ce visage est entouré d’un trait noir. Il est divisé en deux par un autre trait noir qui traverse verticalement le visage. De chaque côté de ce trait sont rattachés plus ou moins parallèlement des yeux noirs en amande. Cette tête d’otage a pour arrière-plan une couche de peinture marron avec quelques taches noires. 

## Un art informel?
Dans Tête d’otage, 1945, on peut retrouver certains aspects de l'art informel. En effet, l’arrière-plan de couleur marron doré nous présente une certaine liberté. Fautrier semble n’avoir rien prémédité mais au contraire s’être laissé porté par ses pulsions. Des taches plus sombres sont jetées çà et là au hasard, sous la spontanéité de l’artiste. On retrouve alors cet art de la tache, l’accident, l’inattendu. Cela rend un fond irrégulier, où la peinture semble avoir été mutilée. Cela se remarque également sur le visage au centre de la toile. Il est de couleur rose pastel, plus ou moins vif à certains endroits. On remarque davantage ici les différentes couches de peintures, où Fautrier a dû à l’aide d’une spatule laisser libre cours à ses pulsions. L’œuvre apparaît alors plus comme une peinture au sens matériel ; pigments mêlés et superposition de couches. Il n’y a pas de spatialité dans cette œuvre mais des aplats de couleurs.
Jean Dubuffet, après avoir vu l’exposition insiste sur ce fait : « Je ne voyais pas d’otages dans tout cela, il ne me paraissait pas du tout utile de mêler des otages à tout cela, mais que c’était une manie de peintre. ». De plus, Fautrier a peint en se rappelant les détonations des fusils qui tuaient ces otages. Il s’agit donc d’un acte intuitif où l’expérience a joué un rôle important. 
On pourrait même penser que cette œuvre n’a pas de réel sujet et que seulement l’exercice pictural a de l’importance. Qu’il s’agirait en fait d’un art formel qui répondrait à toutes les exigences requises. En effet, on retrouve une réalité et une représentation figurative. Les lignes au centre de cette œuvre représentent bien une tête humaine justifiée par la présence d’yeux reconnaissables (même s’ils sont d’un nombre surnaturel). De plus, le sujet est celui des otages tués par la Gestapo. Le sujet n’est donc pas oublié ou inexistant au profit de l’exploitation du matériau. 
Alors qu’on considère Fautrier comme pionnier de cet art informel, lui-même se justifie et doute de cet art purement informel, il refuse les étiquettes : 
« L'irréalité d'un informel absolu n'apporte rien. Jeu gratuit. Aucune forme d'art ne peut donner d'émotion s'il ne s'y mêle pas une part de réel. Si infime qu'elle soit, si impalpable, cette allusion, cette parcelle irréductible est comme la clef de l’œuvre. Elle la rend lisible, elle en éclaire le sens, elle ouvre sa réalité profonde, essentielle, à la sensibilité qui est l'intelligence véritable. »
Ainsi il exprime que toute référence au réel n’est pas écartée. La part de réel lui semble indispensable pour comprendre une œuvre, lui donner un sens.

## L'ambiguïté desOtages: entre horreur et beauté
L’œuvre Otage en général a été critiquée. On lui reproche d’associer une matière belle à l’horreur. Cette esthétisation de l'horreur qui concilie le beau et le laid a été d’autant plus remarquée lors de la première exposition de ces peintures à la galerie Drouin en 1945, car les pièces étaient alignées sur des cimaises noires, insistant sur l’effet de répétition des figures claires sur fond de ténèbres. Cette mise en scène et la beauté de la matière picturale a valu à  Fautrier d’être accusé d’inconséquence en conciliant la séduction avec l'horreur. 
La matière meurtrie représente un visage souffrant, tous ces yeux ouverts, presque exorbités nous montrent la douleur, l’horreur. On semble reconnaître des plaies dans cette matière tourmentée. Ce visage d’otage ici étudiée, exemple parmi les autres, est le témoin de la violence de l’homme sur l’homme. C’est une violence obscène qui allie l’horreur du sujet à la beauté plastique de la matière la peinture. L’obscénité se retrouve dans ce paradoxe de l’horreur et de la fascination, du dégoût et de l’esthétique. 
Jean Paulhan a défendu à plusieurs reprises le travail de Fautrier contre l’accusation d’esthétiser l'horreur notamment dans un texte appelé Fautrier l’enragé paru en 1949. Lorsqu’il parle de Têtes d’otages, il précise que la matière est « opulente » et « magnifique ». Paulhan explique comment le paradoxe de la beauté plastique et de l’horreur du sujet se détachent « Nous venons de connaître un temps où les hommes se sont trouvés soudain plus convulsés que des hommes. Un temps où l’homme vaincu se trouvait très exactement en proie à des ogres et des géants haineux – qui ne se contentaient pas de le torturer, qui le souillaient encore. Le corps disloqué, le sexe tordu, le coup de couteau dans les fesses, c’était à la fois la pire insulte, la plus immonde – et tout de même la plus nôtre : celle qui pouvait le moins se nier ; celle que tout en nous (dès l’instant que nous avions choisi d’avoir un corps) appelait. Ce n’était plus seulement la flétrissure et la décrépitude en quelque sorte normale – c’était la décrépitude provoquée, précipitée. Enfin c’est là qu’il fallait particulièrement à chacun de nous se défendre, tenir le coup, transformer tant d’immondices et d’horreurs. »
Fautrier utiliserait la peinture, la matière avant tout afin de mieux communiquer son désarroi, sa douleur. Même s’il s’agit d’atrocité, ce sont des hommes qui ont commis cela et sans doute est-ce cela qui affecte le plus l’artiste. Nous pouvons également nous demander si l’horreur peut prendre un beau visage. La peinture comme matière serait la beauté extérieure tandis que le sujet serait en quelque sorte cette horreur cachée sous le beau. 
Il ne s’agit donc pas vraiment d’une esthétisation de l’horreur mais davantage d’un travail de mémoire, dans tous les sens du terme. Dans un premier temps on sait qu’il a peint avec le souvenir de la détonation. Deuxièmement, on trouve ici un témoignage, un devoir de mémoire historique. La destruction du corps et la souffrance des visages font écho à la négation de l’humain à laquelle la Gestapo et les nazis s’essayent. À travers son œuvre des Otages en général, il témoigne de ce traumatisme qu’il a connu par la Gestapo pendant la guerre. Il retranscrit son émotion profonde face à la barbarie par cette matière épaisse qu’il écrase, retourne, mais aussi par le travail des couleurs. Le plus intéressant, c’est sans doute cet arrière-plan mêlé d’où peuvent émerger des éléments de corps informes, et ici une tête tragique. La matière, les couleurs et le dessin participent  à une défiguration. Il transforme ces visages humains en ceux de monstres, de décomposition.

## Comparaison
En 1954, Fautrier continue cette exploration de la matière avec d’autres séries de tableaux dont Têtes de partisans réalisée en 1956 après l’invasion de la Hongrie par les troupes soviétiques. L’utilisation de la peinture est toujours aussi vive et matérialisation des pulsations et le sujet est également introduit dans l’œuvre.